# ブルース・ファーガソン
ブルース・ファーガソン（Bruce Ferguson、1969年7月25日 - ）は、フィジーの元ラグビー選手。

## プロフィール
- フィジースバ出身[1]。
- 現役時代のポジションはロック(LO)。
- 身長 196cm、体重 110kg
- 日本代表通算キャップ数は17でラグビーワールドカップ1995の日本代表に選ばれた[2]。
- 7人制日本代表に選ばれたことがある。

## 略歴
日野自動車を経て、1992年、神戸製鋼(現・コベルコ神戸スティーラーズ)に加入。